# 2018 a vasúti közlekedésben
Ez a szócikk a 2018-ban történt vasúti eseményeket mutatja be.

## Események a világban

### Dátumhoz köthető események
- október 11. – Megnyílt Szaúd-Arábia első nagysebességű vasútvonala, a Haramain HSR.
- november 7. – A Mercitalia elindította az első nagysebességű teherszállító vonatát (maximum sebesség 300 km/h, átlagsebesség 180 km/h).[1]
- november 15. – Megnyílt Marokkó első nagysebességű vasútvonala, a Tanger–Kenitra nagysebességű vasútvonal.
- december 13. – Ankarai vasúti szerencsétlenség: Egy nagysebességű vonat balesetet szenvedett Ankara egyik állomásán, megölve kilenc embert.[2]

## Események Magyarországon

### Dátumhoz köthető események
- Április 4. - Megkezdődött a Szeged–Hódmezővásárhely tram-train építése[3]
- Április 9. - Elindult a villamos vontatás a Budapest–Esztergom-vasútvonalon[4]
- átépült a Szántód-Kőröshegy–Balatonszentgyörgy és a Kaposvár–Fonyód vonalszakasz